# 大西站 (京畿道)
大西站（：／ Daeseo yeok */?）曾为韩国铁路安城线上的一个车站，位于京畿道利川市長湖院邑大西里，已于1944年废止。

## 历史
- 1927年9月15日：开始使用[1]。
- 1944年12月1日：停用本站[2]。